# Moskau-Kursk-Eisenbahn
| |                          |                          |                          |
| Streckenlänge: | 538 km                   |                          |                          |
| Spurweite: | 1524 mm (Russische Spur) |                          |                          |
| Stromsystem: | 3000 =                   |                          |                          |
| |                          |                          |                          |
| \| \| 0 \| Moskau Kursker Bahnhof \| Moskau Kursker Bahnhof \| \| \| \| Moskwa \| \| \| \| \| Podolsk \| \| \| \| 99 \| Serpuchow \| Serpuchow \| \| \| \| Oka \| \| \| \| 194 \| Tula \| Tula \| \| \| \| Orjol \| \| \| \| 538 \| Kursk \| Kursk \| \| \| \| nach Charkow, Sewastopol \| \| |                          |                          |                          |
| Kopfbahnhof Streckenanfang | 0                        | Moskau Kursker Bahnhof   | Moskau Kursker Bahnhof   |
| Brücke über Wasserlauf |                          | Moskwa                   | Moskwa                   |
| Bahnhof |                          | Podolsk                  | Podolsk                  |
| Bahnhof | 99                       | Serpuchow                | Serpuchow                |
| Brücke über Wasserlauf |                          | Oka                      | Oka                      |
| Bahnhof | 194                      | Tula                     | Tula                     |
| Bahnhof |                          | Orjol                    | Orjol                    |
| Bahnhof | 538                      | Kursk                    | Kursk                    |
| Strecke |                          | nach Charkow, Sewastopol | nach Charkow, Sewastopol |

Die Moskau-Kursk-Eisenbahn, auch Moskau-Kursker Eisenbahn, russisch ‚Московско-Курская железная дорога‘ Moskowsko-Kurskaja schelesnaja doroga, ist eine 538 km lange Eisenbahnstrecke im europäischen Teil von Russland, die in russischer Breitspur (1524 mm Spurweite) ausgeführt ist. Sie wurde in den Jahren 1864 bis 1868 mit staatlichen Mitteln gebaut und gehörte ab 1871 einer privaten Gesellschaft, bis sie 1893 wieder verstaatlicht wurde. 1922 wurde sie Teil des Streckennetzes der Sowjetischen Eisenbahnen (SŽD), dessen russischer Teil 1991 von den Russischen Eisenbahnen (RŽD) übernommen wurde.

## Geschichte
Ein erster Versuch des Russischen Kaiserreichs eine Eisenbahn von Moskau nach Kursk zu bauen, wurde von Nikolaus I. in den 1850er-Jahren im Zusammenhang mit dem Krimkrieg unternommen. Die Strecke hatte eine große strategische und wirtschaftliche Bedeutung, denn sie erlaubte Truppen schnell nach Süden zu verschieben, ermöglichte aber auch Getreide aus dem Schwarzerdegürtel nach Moskau und weiter zu den Ostseehäfen zu transportieren.
Weil dem Kaiserreich nach dem Krimkrieg das Geld im Staatshaushalt fehlte, wurde mit einem Ukas die Konzession für den Bau mehrere von Moskau ausgehenden Hauptstrecken der Großen Gesellschaft der russischen Eisenbahnen übertragen, darunter auch diejenige nach Kursk. Die von russischen und ausländischen Banken finanzierte Gesellschaft hatte ihren Sitz in Paris. Das Kapital der Gesellschaft wurde aber nicht für den Bahnbau eingesetzt, sondern war bereits in dessen Vorfeld durch Ausbezahlung übertriebener Gehälter aufgebraucht. Für die Strecke nach Kursk wurden Vermessungsarbeiten ausgeführt, aber die Bauarbeiten wurde nicht aufgenommen.
1860 wurde die wiederholt in finanzielle Schieflage geratene Große Gesellschaft der russischen Eisenbahnen vom Bau der Strecke nach Kursk entbunden und die Konzession für deren Bau im Juli 1863 an eine privat englischen Gesellschaft übertragen. Sie erhielt auch Konzession für die Verlängerung der Strecke über Charkow nach Sewastopol am Schwarzen Meer. Aufgrund der großen Bedeutung dieser ersten Strecke von Moskau Richtung Süden wurde die Gesellschaft vom russischen Staat mit vielen Privilegien ausgestattet. Dies machte die Investoren misstrauisch, sodass es nicht gelang, innerhalb von 16 Monaten die finanziellen Mittel für den Bahnbau aufzubringen und der Gesellschaft die Konzession wieder entzogen wurde.
Auf Drängen von Pawel Petrowitsch Melnikow ließ Alexander II. die Bahnstrecke Moskau–Kursk in den Jahren 1864 bis 1868 mit Staatsmitteln bauen. Der Oberbau und die Kunstbauten wurden von Beginn an zweigleisig ausgeführt, aber vorerst nur ein Gleis verlegt. Die Strecke führte vom provisorisch erbauten Kursker Bahnhof in Moskau über Tula und Orjol nach Kursk. Die größten Kunstbauten waren die beiden Gitterträger-Brücken über die Moskwa und die Oka. Letztere bestand aus elf Feldern und war 533 m lang. Es war zugleich die erste Doppelstockbrücke Russlands – oben lag die Eisenbahn, unten die Fernstraße Moskau–Charkow. Die Brücke über die Oka wurde 1929 durch eine neue Fachwerkbrücke ersetzt, die nicht mehr der Straße diente. Die alte Brücke blieb als Fußgängerbrücke bis 1988 bestehen, bevor sie abgetragen wurde. 2013 wurde die Brücke von 1929 ersetzt. Entlang der Strecke wurden 19 Bahnhöfe eingerichtet, die sich oft weit vom Stadtzentrum entfernt befanden, wodurch komplizierte Landenteignungsverfahren umgangen werden konnten.

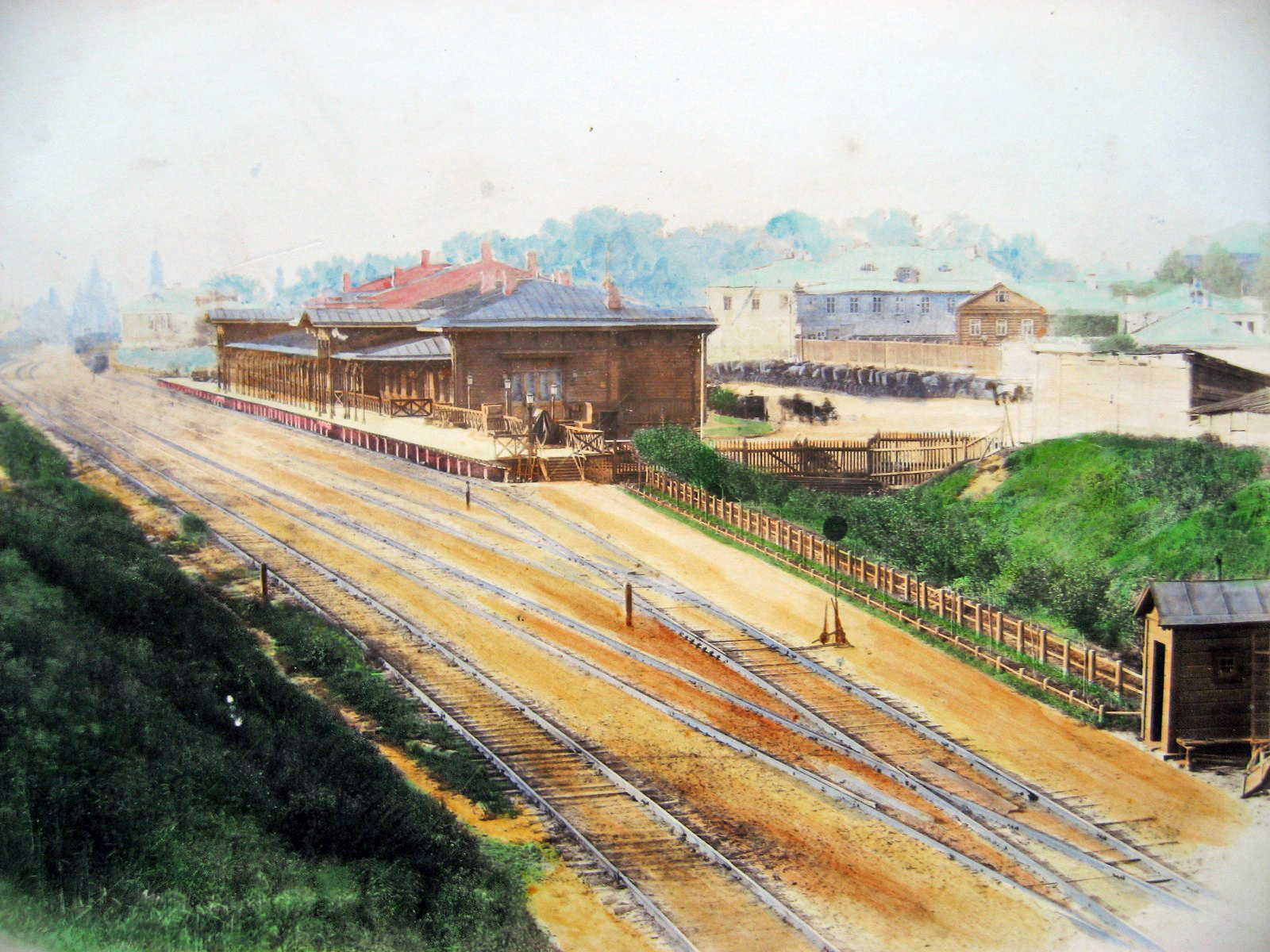
Erster Kursker Bahnhof ca. 1885
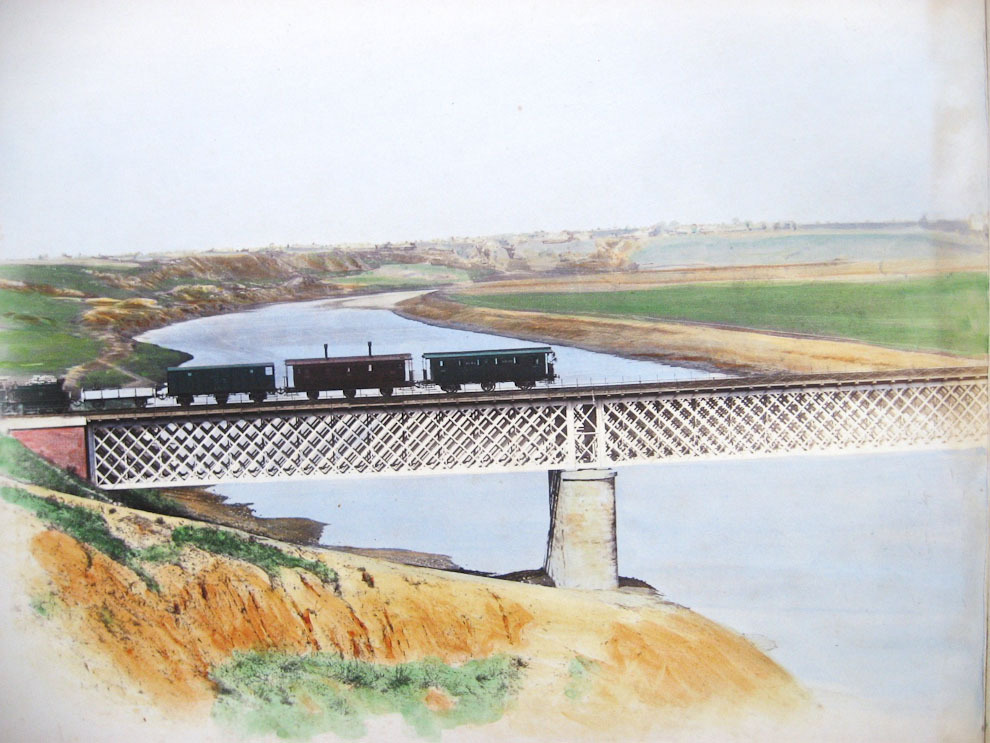
Brücke über die Moskwa
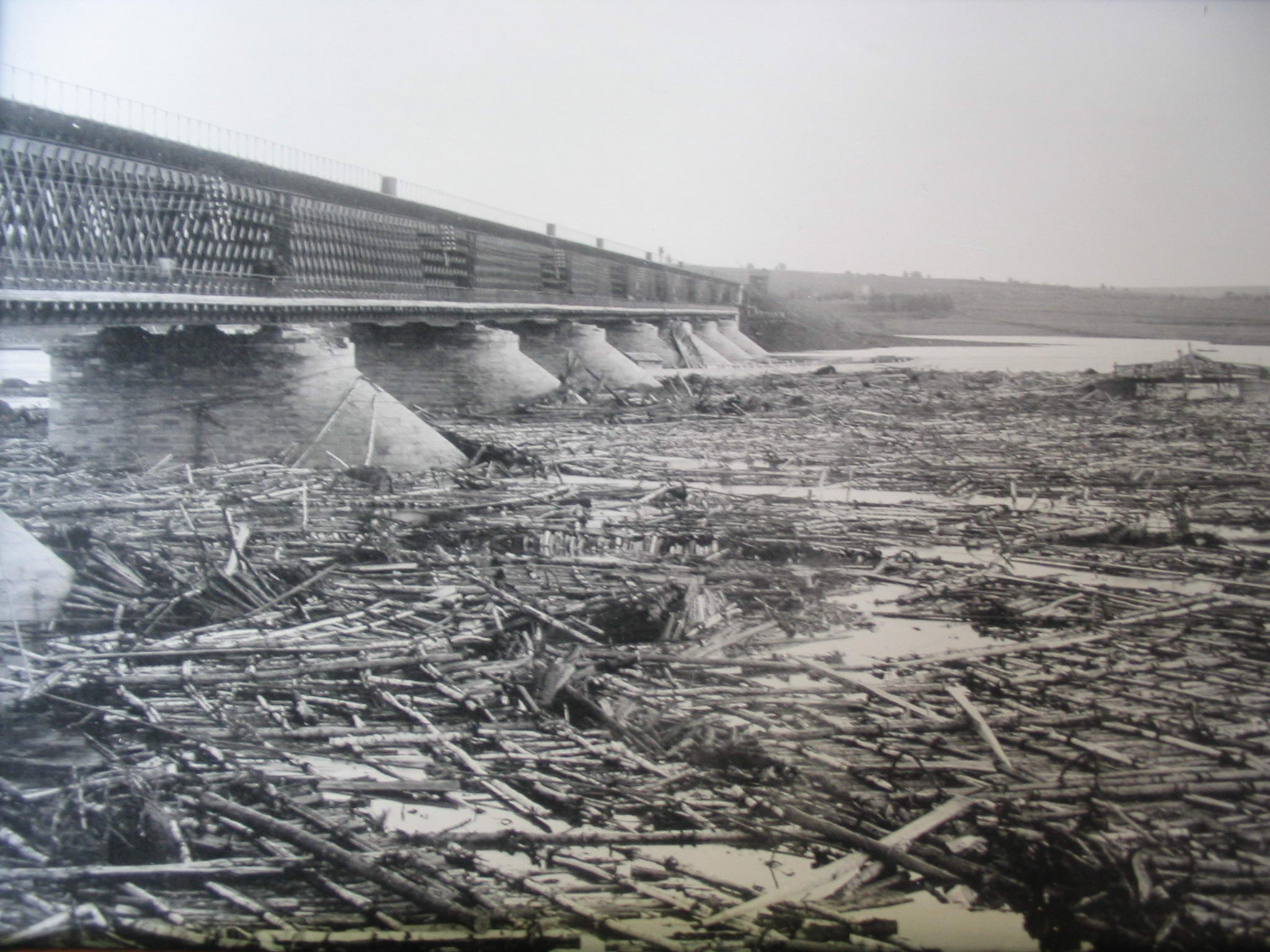
Brücke über die Oka
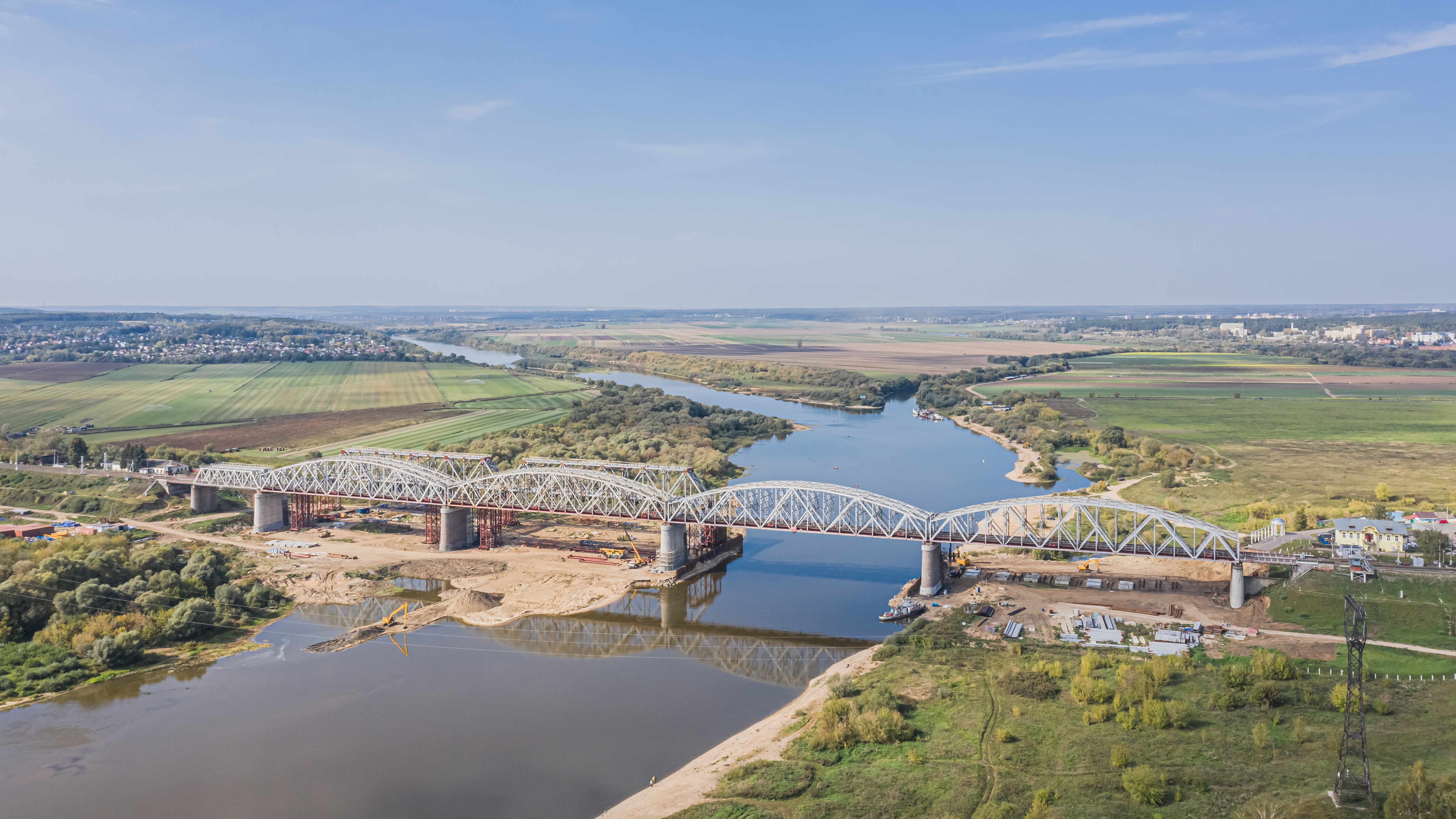
Brücke über die Oka von 2013

| Bahnstrecke      | Eröffnung | Länge  |
| ---------------- | --------- | ------ |
| Moskau–Serpuchow | 1866      | 99 km  |
| Serpuchow–Tula   | 1867      | 95 km  |
| Tula–Kursk       | 1868      | 344 km |

Nach der Eröffnung wurde die Bahn 1871 an die von Moskauer Investoren gegründete Moskau-Kursk-Eisenbahngesellschaft mit Sitz in Moskau verkauft, welche für 81 Jahre die Rechte an der Bahn erhielt. Der Staat behielt sich aber das Rückkaufsrecht vor, von dem er bereits 1893 Gebrauch machte. Die Moskau-Kursk-Eisenbahn wurde mit der 1894 verstaatlichten Moskau–Nischni-Nowgorod-Bahn und der 1885 verstaatlichten Murom-Bahn zur Eisenbahnen Moskau-Kursk, Nischni Nowgorod und Murom, russisch ‚Московско-Курская, Нижегородская и Муромская железная дорога‘ zusammengelegt. 1896 wurde in Moskau der neue Kursker Bahnhof in Betrieb genommen, der den Strecken nach Nischni Nowgorod und nach Kursk gemeinsam diente, der bis 1935 Kursk-Nischni Nowgoroder Bahnhof (Курско-Нижегородский вокзал) hieß. 
1918 wurden die Eisenbahnen Moskau-Kursk, Nischni Nowgorod und Murom in die SŽD integriert. Die Moskau-Kursk-Eisenbahn wurde erweitert um andere Strecken zur  regionale Bahnverwaltung, die bis 1953 bestand, als sie mit der Moskau-Donbass-Eisenbahn (Московско-Донбасская железная дорога, Hauptstrecke Moskau–Uslowaja–Waluiki) zur Moskau-Kursk-Donbass-Eisenbahn (Московско-Курско-Донбасская железная дорога) vereinigt wurde. Diese wurde 1959 wieder aufgelöst, und die Strecken der ursprünglichen Moskau-Kursk-Eisenbahn gehören seither zur neu gebildeten Moskauer Eisenbahn.
Die Strecke wurde von Moskau ausgehend in mehreren Etappe mit 3000 V Gleichstrom elektrifiziert. Der erste Abschnitt war die Strecke Kursker Bahnhof–Zarizyno, die seit 1938 elektrisch betrieben wurde, bis 1947 erreichte der Fahrdraht Podolsk, 1957 Serpuchow und 1959 Kursk.

## Lokomotiven der Moskau-Kursk-Eisenbahn

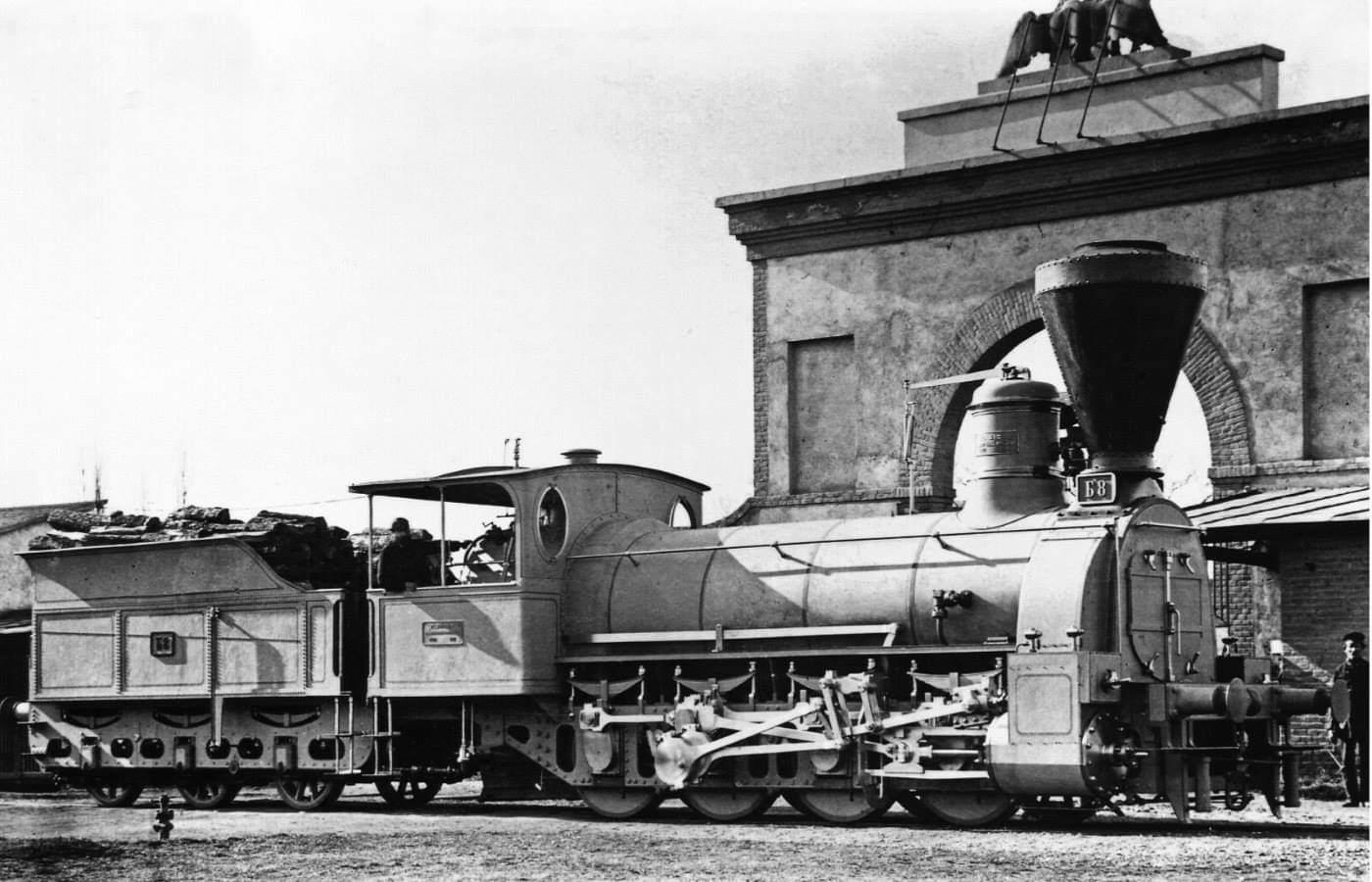
Vierkuppler Б 8 vor dem Werkstor der Maschinenfabrik Sigl in Wien

Wie andere russische Eisenbahngesellschaften der 1860er-Jahre beschaffte die Moskau-Kursk-Eisenbahn anfangs vornehmlich Güterzuglokomotiven der Achsfolgen C (0-3-0) und D (0-4-0) sowie Reisezuglokomotiven der Achsfolge 1B (1-2-0) bei verschiedenen Herstellern. Die Dreikuppler konnten vor allem auf dem anspruchsvollsten Tulaer Streckenabschnitt keine schweren Güterzüge befördern, weshalb Vierkuppler beschafft wurden, die auf der Strecke Serpuchow–Tula–Skuratowo eingesetzt waren. Die ersten Vierkuppler-Lokomotiven stammten von Sigl in Wien, der späteren Wiener Neustädter Lokomotivfabrik, und von Borsig, Berlin. Sigl lieferte die Lokomotiven Б 1–8, Borsig die Lokomotiven Д 1–15. Eine Lokomotive der Baureihe Б war an der Pariser Weltausstellung von 1867 zu sehen, siehe auch Liste von Lokomotiven auf der Weltausstellung Paris 1867.
Die acht ersten Reisezuglokomotiven wurden in den Jahren 1867 und 1868 von Borsig geliefert. Sie hatten die Achsfolge 1B und basierten auf den Lokomotiven der Baureihe П der Rjasan-Koslow-Eisenbahn. Sie hatten wie die preußischen P 8 die Feuerbüchse zwischen den Kuppelachsen angeordnet, was den Lokomotiven einen Radstand von 4630 mm gab. Mit den 1738 mm großen Treibrädern erreichten sie eine Geschwindigkeit von 70 km/h. In den Jahren 1868 und 1869 wurden in Wotkinsk acht Lokomotiven nachgebaut. Sie kamen erst 1871 zur Bahn und wurden dort als Baureihe O bezeichnet, waren aber von geringem Nutzen, weshalb sie während mehr als zehn Jahren auf dem Abstellgleis standen, bis sie von den bahneigenen Werkstätten in Tula zur Baureihe ГО umgebaut wurden.
Für die Schnellzüge wurden die drei von Cail gelieferten 1B-Lokomotiven der Baureihe A eingesetzt. Die großen Räder mit beinahe 1,8 m Durchmesser gaben ihnen eine Höchstgeschwindigkeit von 80 km/h. Sie wurden später der Baureihe H zugeordnet. Bei dieser Bauart war im Vergleich zur Baureihe Г die Feuerbüchse nicht zwischen den Kuppelachsen, sondern hinter der zweiten Kuppelachse angeordnet, sodass sich alle Achsen unter dem Langkessel befanden. Weitere acht Lokomotiven für Reisezüge wurden von Sigl aus Wien geliefert. Sie erhielten wie die Lokomotiven von Cail die Baureihenbezeichnung A, hatten aber im Gegensatz zu den Cail-Lokomotiven die Feuerbüchse zwischen den Kuppelachsen angeordnet, was der für eine 1B-Lokomotive mit großen Rädern den sehr langen Radstand von 4720 mm ergab. 1869 erhielt die Moskau-Kursk-Eisenbahn von Cail eine weitere Serie von acht Lokomotiven. Diese wurden ohne Führerhaus geliefert und hatten die Sandkasten auf dem Umlauf angeordnet.
Im Jahre 1881 betrug die Anzahl an Lokomotiven der Achsfolge D bei 53 Stück. Die Vierkuppler hatten gegenüber den Dreikupplern einen höheren Brennstoffverbrauch. Es wurde deshalb die Vierkuppler auf den damals eingleisigen Streckenabschnitt Skuratowo–Orjol–Kursk versetzt und für den Abschnitt Serpuchow–Tula–Skuratowo neue stärkere Dreikuppler beschafft. Es folgten die 1869 von Beyer-Peacock gelieferten 20 Lokomotiven der Baureihe Ж und 23 Lokomotiven der Baureihe З. Beide Baureihen hatten Ausgleichshebel zwischen den Federn der zweiten und dritten Achse, um die Laufruhe zu verbessern.
Bis 1874 verwendete Moskau-Kursk-Eisenbahn ausschließlich Holz zur Feuerung der Lokomotiven, bis 1884 waren alle Lokomotiven auf Kohlefeuerung umgestellt und ab 1888 wurde die Ölfeuerung angewandt, die bei den Güterzuglokomotiven bis 1907 und bei Reisezuglokomotiven bis 1918 verwendet wurde. Ab 1883 erhielten die Lokomotiven für Reisezüge die Vakuumbremse nach dem System Sanders-Körting ausgerüstet. Sie bewährte sich aufgrund der vielen Leckagen an den Bremszylindern nicht, besonders bei Frost wurden die Manschetten an den Kolbenstangen so hart, dass sie zu einem vollständigen Bremsversagen führen konnten. Sie wurde deshalb ab 1895 von der Westinghouse-Bremse abgelöst. Ab dieser Zeit wurden die Lokomotiven auch mit Geschwindigkeitsmesser System Haushälter ausgerüstet.
1884 befanden sich 206 Dampflokomotiven 14 verschiedener Baureihen im Bestand der Bahn. Die große Vielfalt an Baureihen machte die Vorhaltung der Ersatzteile kompliziert. Sie entstand durch den Eisenbahnboom der 1860er- und 1870er-Jahre. In dieser Zeit war es unmöglich, die Lokomotiven bei nur einem oder zwei Herstellern bauen zu lassen, weil diese nicht in der Lage gewesen wären, den Bedarf zu decken. Weil die Betriebsnummern für jede Baureihe einzeln vergeben wurden, kam es oft zu Verwechslungen im Betrieb. Im Laufe der Jahre wurden an den Lokomotiven Verbesserungen vorgenommen. Während die Lokomotiven der Baureihen З und И größere Treibräder erhielten, wurden diejenigen der Baureihe К verkleinert. Die Lokomotiven der Baureihe З erhielten neue Kessel mit verbesserter Verdampfungsleistung.
| Baureihe, Nummer | Hersteller                                          | Baujahr   | Bauart | Triebraddurchmesser                          | Bemerkung | Quelle              | Bild |
| ---------------- | --------------------------------------------------- | --------- | ------ | -------------------------------------------- | --- | ------------------- | ---- |
| A 1–3            | Cail                                                | 1869      | 1B n2  | 1794 mm                                      | Schnellzuglokomotiven, Vmax 80 km/h, Feuerbüchse hinter der zweiten Treibachse angeordnet | [ 12 ]              |      |
| А 1–8            | Sigl, Wien                                          | 1869      | 1B n2  | 1726 mm                                      | Schnellzuglokomotiven, Vmax 70 km/h, Feuerbüchse zwischen den Treibachsen angeordnet | [ 13 ]              |      |
| Б 1–8            | Sigl, Wien                                          | 1867–1868 | D n2   | 1242 mm                                      | Lokomotiven für Güterzüge, eine Maschine auf der Weltausstellung Paris 1867 ausgestellt | [ 9 ] [ 10 ] [ 19 ] |      |
| В                | Sigl, Wien                                          | 1867      | C n2   | 1260 mm                                      | Lokomotiven für Güterzüge, ab 1910 Rangierdienst | [ 9 ]               |      |
| Г 1–20           | Borsig, Berlin                                      | 1866–1867 | 1B n2  | 1738 mm                                      | Anordnung der Feuerbüchse zwischen erster und zweiter Treibachse. | [ 11 ]              |      |
| ГО 1–8           | Lokomotivfabrik Wotkinsk, Wotkinsk / Werkstatt Tula | 1881–1884 | 1B n2  | 1728 mm                                      | Anordnung der Feuerbüchse zwischen erster und zweiter Treibachse. | [ 11 ]              |      |
| Д 1–15           | Borsig, Berlin                                      | 1867–1868 | D n2   | 1228 mm                                      | Lokomotiven für Güterzüge | [ 9 ]               |      |
| E 1–16           | Borsig, Berlin                                      | 1867      | C n2   | 1260 mm                                      | Lokomotiven für Güterzüge, 1902 sechs Lokomotiven an die Transkaspische Eisenbahn abgegeben, ab 1910 Rangierdienst                                                                                                   | [ 20 ] [ 9 ]        |      |
| Ж 1–20           | Beyer-Peacock                                       | 1869      | C n2   | 1397 mm                                      | Lokomotiven für Güterzüge, leistungsfähiger als Baureihe E | [ 15 ]              |      |
| З 1–23           | Borsig, Berlin                                      | 1869      | C n2   | bei Ablieferung: 1240 mm nach Umbau: 1260 mm | Lokomotiven für Güterzüge, leistungsfähiger als Baureihe E | [ 15 ]              |      |
| И 1–10           | Schwartzkopff, Berlin                               | 1870      | C n2   | bei Ablieferung: 1240 mm nach Umbau: 1260 mm | 1896 abgegeben an Baltisch-Pskow-Rigaer Eisenbahn, wo sie die Nummern 91 bis 100 erhielten. | [ 17 ]              |      |
| К 1–20           | Goüin                                               | 1870      | C n2   | bei Ablieferung: 1270 mm nach Umbau: 1292 mm | 1897 abgegeben an Warschau-Terespoler Eisenbahn | [ 17 ]              |      |
| Л 1–20           | Cail                                                | 1869      | D n2   |                                              | |                     |      |
| М 1-8            | Cail                                                | 1869      | 1B n2  | 1694 mm                                      | bei Ablieferung ohne Führerhaus, Sander auf dem Umlauf, große Stirnlampe, Feuerbüchse hinter der zweiten Treibachse angeordnet                                                                                       | [ 21 ]              |      |
| М 21-30          | Cockerill                                           | 1878      | D n2   |                                              | |                     |      |
| Н 1–3            | Cail                                                | 1869      | 1B n2  | 1794 mm                                      | umgezeichnete Lokomotiven A 1–3 | [ 12 ]              |      |
| О 1–8            | Lokomotivfabrik Wotkinsk, Wotkinsk                  | 1868–1869 | 1B n2  |                                              | Erfolgloser Nachbau der Borsig-Lokomotiven Г 1–20. Mehr als zehn Jahre abgestellt, 1881–1884 Umbau durch eigene Werkstatt in Tula zur Baureihe ГО. Anordnung der Feuerbüchse zwischen erster und zweiter Treibachse. | [ 11 ]              |      |